# Raymond L.S. Patriarca

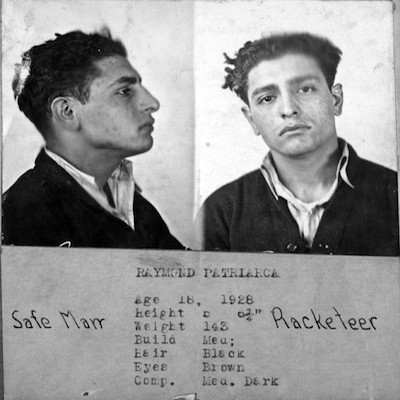
Raymond L.S. Patriarca

Raymond Patriarca was een Amerikaans crimineel van Italiaanse afkomst. 
Hij had al op jonge leeftijd aanvaringen met de politie voor overvallen, kapingen en autodiefstal. In de jaren 30 van de 20e eeuw werd Patriarca 'Public Enemy No. 1' genoemd en zat hij korte tijd in de gevangenis. Raymond werd de baas van de Patriarca misdaadfamilie en heerste drie decennia lang over het Amerikaanse New England. 
Patriarca stond bekend om zijn genadeloze tactieken. Zo dwong hij ooit een man zijn eigen zoon te vermoorden en zou hij zijn broer hebben willen laten ombrengen wegens nalatigheid. Toen hij op 76-jarige leeftijd overleed aan een hartaanval werd hij opgevolgd door zijn zoon, Raymond Patriarca Jr.